# Pavel Drda
Pavel Drda (3. března 1958 Hranice – 22. listopadu 2023 Bystřička) byl český keramik a sochař.

## Život a dílo

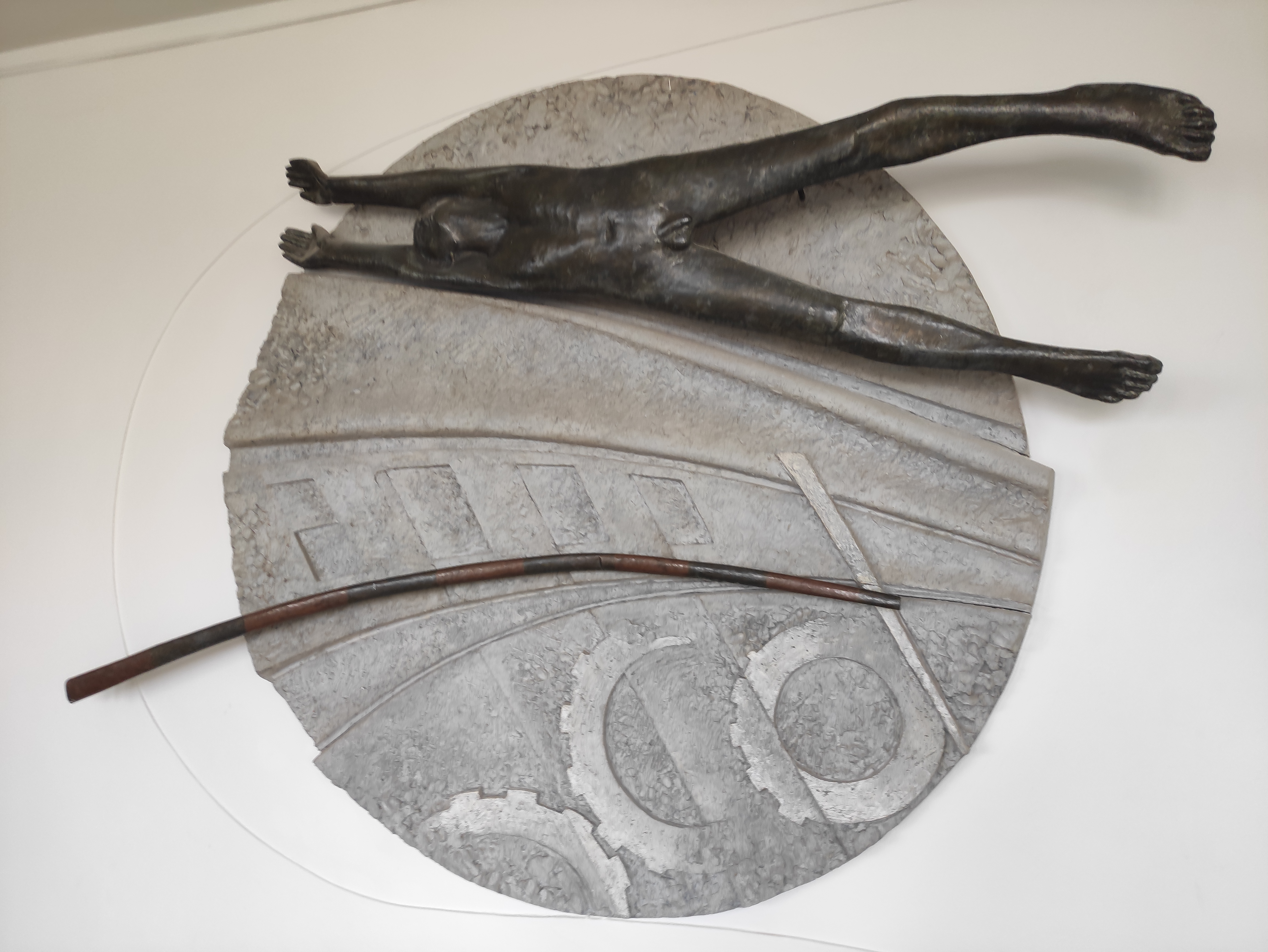
Na počátku bylo kolo

Pavel Drda se narodil 3. března 1958 v Hranicích a zemřel 22. listopadu 2023 na Bystřičce. V letech 1977 až 1983 absolvoval Střední průmyslovou školu keramickou v Bechyni (výtvarné zpracování keramiky, prof. Jaroslav Podmol, Bohumil Dobiáš ml.) a v letech 1977 až 1983 vystudoval Vysokou školu uměleckoprůmyslovou v Praze (užité sochařství, prof. Josef Malejovský).
Již během studií byl za svá díla oceněn (Ceny VŠUP v roce 1980 – plastika Zubr a v roce 1981 – plastika Skateboard).
Zabýval se komorním a monumentálním sochařstvím – plastiky, sochy, reliéfy a objekty zhotovuje z keramiky, kovu a výjimečně z kamene, umělého kamene či dřeva, popř. materiály kombinuje. Také se zabýval keramickou a kovotepeckou tvorbou, je tvůrcem keramických plastik a figur.
Jeho práce ve spojení s architekturou a veřejným prostorem jsou na několika místech v Česku, ale zejména na Vsetínsku (Karolinka, Vsetín, Francova Lhota, Horní Bečva) a v Moravskoslezském kraji (Polanka nad Odrou, Orlová, Klimkovice, Ostrava, Kopřivnice). Jeho dílo „Na počátku bylo kolo (Vědeckotechnická revoluce)“ je součástí expozice Univerzitního muzea VŠB – Technické univerzity Ostrava v Ostravě-Porubě.
Pavel Drda žil a tvořil v Bystřičce nedaleko Vsetína.
Byl členem skupiny Oslava a Unie výtvarných umělců za oblast Valašsko.